# Флаг Заинского района
Флаг Заи́нского муниципального района Республики Татарстан Российской Федерации — опознавательно-правовой знак, служащий официальным символом муниципального образования.

## Описание
«Флаг представляет собой прямоугольное полотнище с отношением ширины к длине 2:3, разделённое в виде креста на четыре равные части: 2 красные и 2 зелёные попеременно. Зелёная часть у древка несёт белое изображение свитка с пером, другая зелёная часть — жёлтое изображение тамги, на скрещении — жёлтый диск солнца, лучи которого показаны лишь на красных частях полотнища».

## Обоснование символики
Флаг Заинского района разработан на основе герба района, который языком символов и аллегорий отражает природные, экономические и историко-культурные особенности края.
Центральная фигура — солнце (образ света, энергии, тепла) символизирует развитый энергетический комплекс района, стремление к прогрессу и процветанию.
Свиток и гусиное перо олицетворяют богатые традиции духовной культуры района, славящегося именами знаменитых писателей, поэтов, просветителей, деятелей науки, образования и искусства.
Древний тюркский знак — тамга, представляет собой обобщённый символ преемственности поколений, исторической памяти, патриотизма, заботы об историко-культурном наследии края.
Зелёные части обозначают природное богатство района, развитое сельскохозяйственное производство.
Цветовое решение флага с использованием красного и зелёного цветов символически отражает многонациональный и поликонфессиональный состав жителей района.
Жёлтый цвет (золото) — символ урожая, богатства, стабильности, уважения и интеллекта.
Белый (серебро) — чистота родниковой воды, совершенство, благородство, взаимопонимание.
Зелёный цвет — символ природы, здоровья и жизненного роста, надежды.
Красный цвет — символ мужества, силы и красоты, праздника.